# Văn hóa của tổ chức

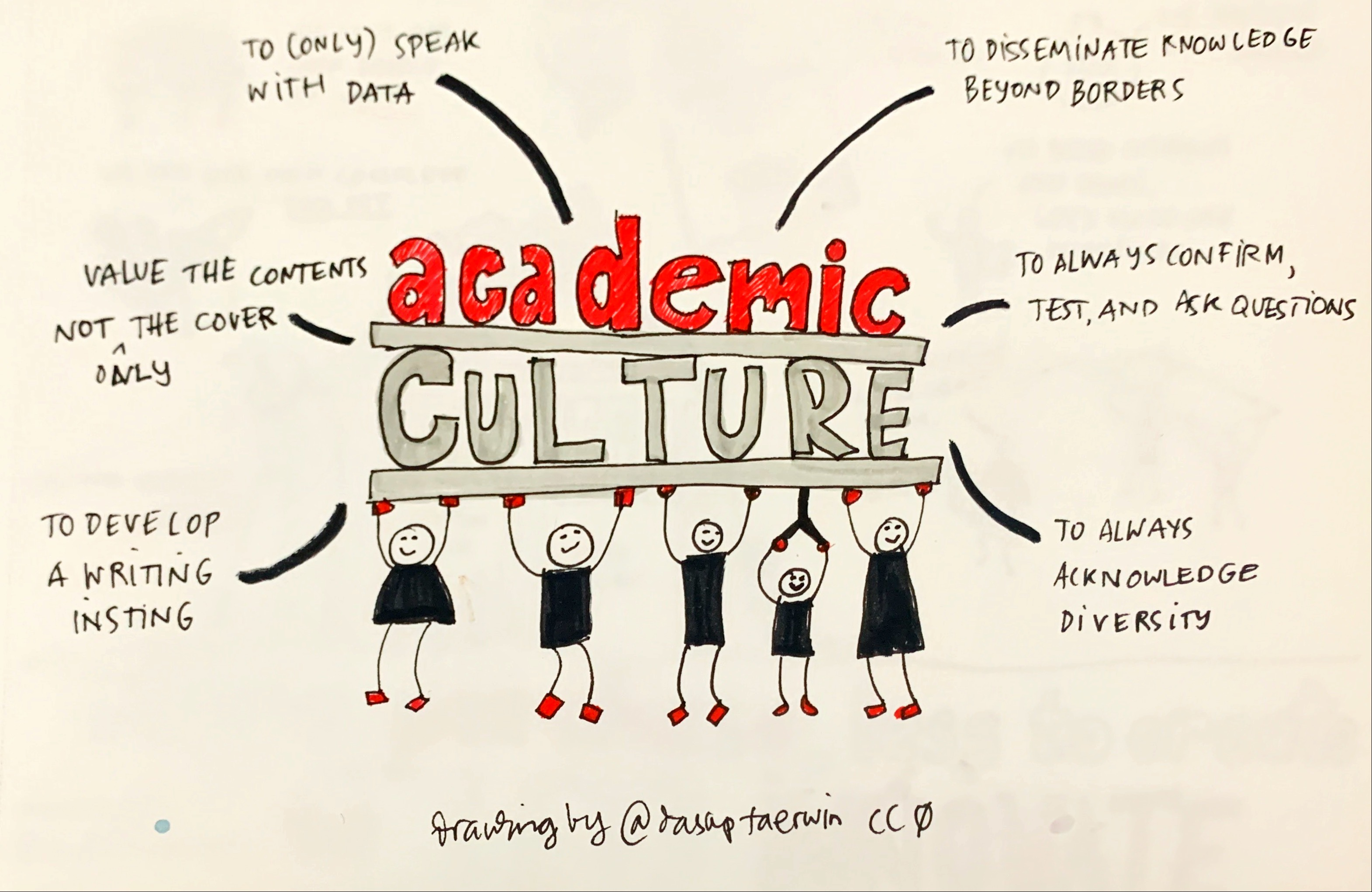
Sơ đồ logic tổ chức văn hóa.

Văn hóa của tổ chức (tiếng Anh: Organizational culture) là tập hợp các giá trị và hành vi hình thành nên môi trường đặc trưng của tổ chức. Nó bao gồm các yếu tố như tầm nhìn, giá trị, mối quan hệ, sản phẩm và dịch vụ mà tổ chức cung cấp. Văn hóa này xuất hiện ở nhiều loại hình tổ chức, từ trường học, trường đại học, tổ chức phi lợi nhuận đến cơ quan chính phủ và doanh nghiệp. Văn hóa tổ chức bao gồm nhiều khía cạnh, trong đó có các khái niệm như văn hóa công ty hay văn hóa doanh nghiệp.
Văn hóa của tổ chức có tác động mạnh mẽ đến sự gắn bó, năng suất làm việc của nhân viên và sự thành công của toàn tổ chức. Một môi trường làm việc tích cực, lành mạnh sẽ nuôi dưỡng sự hài lòng, động lực và lòng trung thành, từ đó nâng cao hiệu suất và khả năng sáng tạo. Ngược lại, văn hóa tiêu cực hoặc thiếu nhất quán có thể gây ra tình trạng nhân viên nghỉ việc, xung đột nội bộ và cản trở sự phát triển.

## Lịch sử
Jaques lần đầu tiên giới thiệu khái niệm này trong cuốn sách The Changing Culture of a Factory (tạm dịch: Văn hóa Thay đổi của một Nhà máy) xuất bản năm 1951. Cuốn sách ghi lại một nghiên cứu về sự thay đổi trong đời sống xã hội của một cộng đồng công nghiệp từ tháng 4 năm 1948 đến tháng 11 năm 1950. Nghiên cứu này tập trung vào một công ty cổ phần ở Anh chuyên sản xuất, kinh doanh và bảo dưỡng vòng bi kim loại. Mục đích của nghiên cứu là mô tả, phân tích và hiểu rõ sự phát triển của hành vi nhóm trong môi trường doanh nghiệp.
Thuật ngữ văn hóa doanh nghiệp bắt đầu xuất hiện và được sử dụng rộng rãi từ cuối thập niên 1980 đến đầu thập niên 1990. Các nhà quản lý, nhà xã hội học và các chuyên gia nghiên cứu về tổ chức đã đóng góp vào việc phổ biến thuật ngữ này trong suốt những năm 1980.